# Halocnemum strobilaceum
Halocnemum es un género de planta herbácea de la familia Amaranthaceae. Su especie tipo es Halocnemum strobilaceum (Pall.) M.Bieb., se extiende por la cuenca del Mediterráneo y Asia.

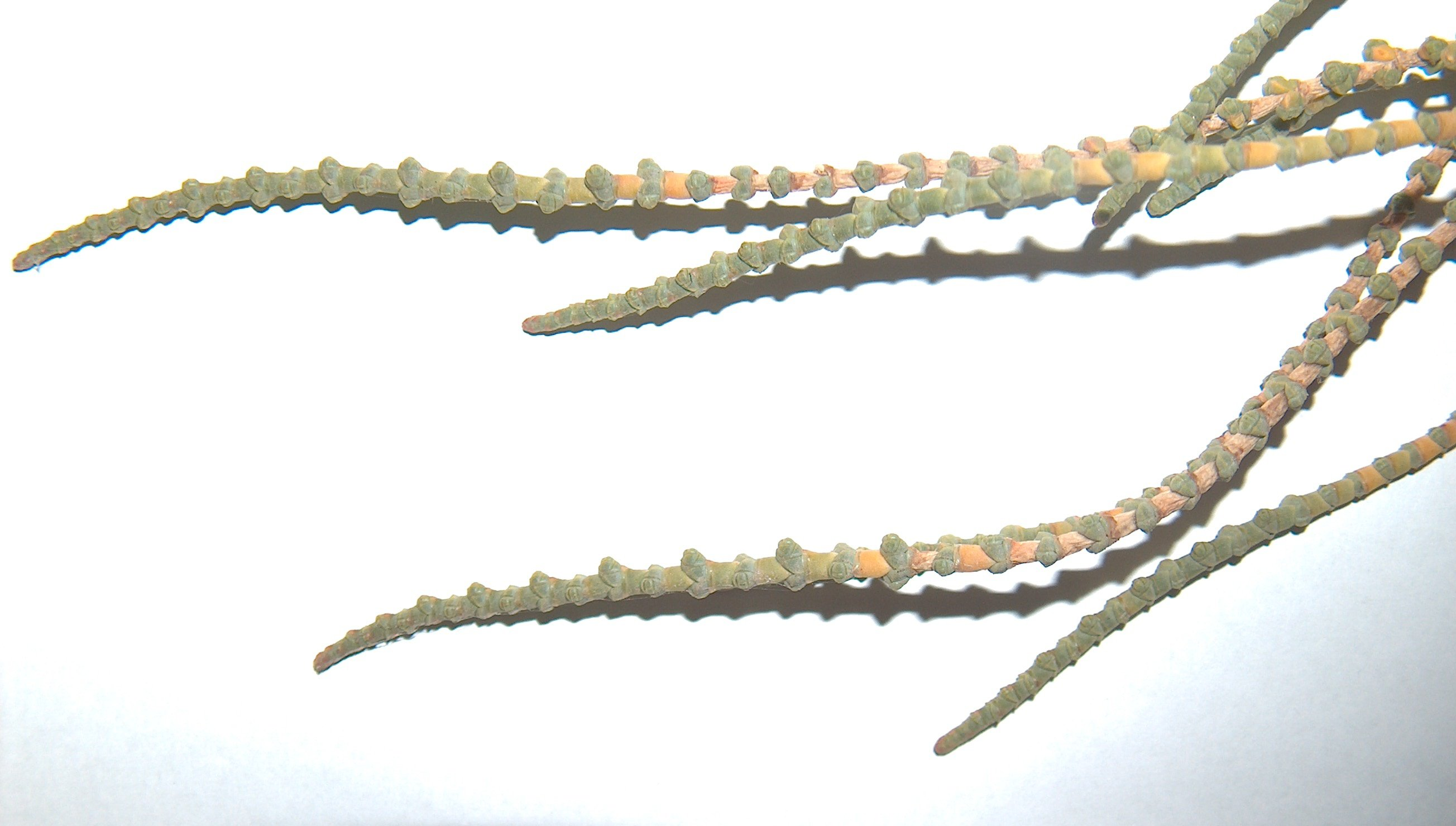
Detalle de las ramas con las hojas escamosas

## Descripción
Es una planta halófita, con un hábito peculiar que hace que sea fácil de identificar. La planta es un arbusto postrado erecto, de hasta 1 a 1,5 m de altura, leñosa en la base y densamente ramificado, con ramas articuladas. La parte basal de las ramas se cubre de brotes estériles redondeados o de forma cónica, similar a los rosales, dispuestos en verticilos en los extremos.
Las ramas fértiles son largas y erectas, cilíndricas y suculentas, ramificadas y muy articuladas. Las hojas suculentas están reducidas a escamas, de color azul pálido verdoso.
Las flores son hermafroditas, muy pequeñas, dispuestas en grupos de tres en pequeños albergues formado por las hojas en la parte superior de las ramas. La planta tiene una floración larga  que va de mayo a septiembre, y de acuerdo con el medio ambiente hasta finales de otoño.

## Distribución y hábitat
En todo el Mediterráneo, y el Mar Negro excepto Portugal, Francia e Italia peninsular y la ex Yugoslavia.
En Marruecos en bajos fondos salados, inundados en invierno; cubetas de sebkhas; cienos salados del litoral; lechos limosos y salados de los torrentes desérticos.
Las mejores poblaciones españolas se encuentran en los Saladares del Guadalentín, en la Región de Murcia. También puede encontrarse en las provincias de Almería y Alicante.

## Taxonomía
Halocnemum strobilaceum fue descrita por (Pall.) M.Bieb. y publicado en Flora Taurico-Caucasica 3: 3, en el año 1819.
Sinonimia
- Halocnemum cruciatum Baill.[4][5]
- Halopeplis perfoliata (Forssk.) Bunge ex Asch. & Schweinf.
- Halopeplis strobilacea (Pall.) Ces.
- Halostachys perfoliata (Forssk.) Moq.
- Salicornia cruciata Forssk.
- Salicornia drepanensis Tineo ex Ung.-Sternb.
- Salicornia glauca Sieber ex Ung.-Sternb.
- Salicornia perfoliata Forssk.
- Salicornia strobilacea Pall.[6]

## Estado de conservación
Esta especie se encuentra muy amenazada ya que los ambientes de saladar están desapareciendo del territorio español a un ritmo muy acelerado. A nivel nacional, la Lista Roja de la Flora Vascular Española, desde su versión de 2008 (Moreno, coord. 2008), considera al Halocnemum strobilaceum "en peligro crítico" . 
A nivel autonómico, la legislación de la Región de Murcia la considera 'vulnerable'. En Andalucía está considerada como 'en peligro de extinción'.